# Pusy-et-Épenoux
Pusy-et-Épenoux là một xã ở tỉnh Haute-Saône trong vùng Bourgogne-Franche-Comté phía đông nước Pháp.